# Mikael Ymer
Mikael Ymer (* 9. September 1998 in Skövde) ist ein schwedischer Tennisspieler.

## Karriere
Mikael Ymer spielte hauptsächlich auf der ATP Challenger Tour und der ITF Future Tour. 2014 ging er mit einer Wildcard in Båstad und Stockholm in den Qualifikationswettbewerben an den Start. Sein Debüt auf der ATP World Tour gab er im Oktober 2015 in Stockholm, wo er ebenfalls eine Wildcard erhalten hatte.
Im selben Jahr erreichte er in der Juniorenkonkurrenz von Wimbledon das Finale, das er gegen Reilly Opelka verlor. Außerdem feierte er sein Debüt für die schwedische Davis-Cup-Mannschaft in der Partie gegen Dänemark, bei der er seine beiden Einzel gewann.
2016 gewann er mit seinem Bruder Elias die Doppelkonkurrenz in Stockholm. Die beiden standen dank einer Wildcard im Hauptfeld.
Am 24. Mai 2023 wurde Ymer beim ATP-Turnier in Lyon am Ende des ersten Satzes im Achtelfinale gegen den Lokalmatador Arthur Fils disqualifiziert, nachdem er sich, vom Stuhlschiedsrichter ungerecht behandelt gefühlt, mit seinem Schläger auf den Schiedsrichterstuhl eingeschlagen und diesen dabei beschädigt hatte.
Wegen drei verpassten Dopingtests im Jahr 2021 wurde Ymer im Juli 2023 für 18 Monate gesperrt. Nachdem sein Einspruch vom CAS abgelehnt worden war, beendete Ymer am 25. August 2023 seine aktive Karriere. Wenig später änderte er seine Meinung.
Im Januar 2025, kurz nach Ablauf der Sperre, feierte er sein Comeback auf der Tour.

## Erfolge
| Legende (Anzahl der Siege) |
| Grand Slam                 |
| ATP Finals                 |
| ATP Tour Masters 1000      |
| ATP Tour 500               |
| ATP Tour 250 (1)           |
| ATP Challenger Tour (4)    |

| ATP-Titel nach Belag |
| Hartplatz (1)        |
| Sand (0)             |
| Rasen (0)            |

### Einzel

#### Turniersiege

##### ATP Challenger Tour
| Nr. | Datum              | Turnier              | Belag         | Finalgegner       | Ergebnis      |
| --- | ------------------ | -------------------- | ------------- | ----------------- | ------------- |
| 1.  | 5. Januar 2019     | Nouméa               | Hartplatz     | Noah Rubin        | 6:3, 6:3      |
| 2.  | 28. Juli 2019      | Tampere              | Sand          | Tallon Griekspoor | 6:3, 5:7, 6:3 |
| 3.  | 29. September 2019 | Orléans              | Hartplatz (i) | Grégoire Barrère  | 6:3, 7:5      |
| 4.  | 13. Oktober 2019   | Mouilleron-le-Captif | Hartplatz (i) | Mathias Bourgue   | 6:1, 6:4      |

#### Finalteilnahmen
| Nr. | Datum           | Turnier       | Belag     | Finalgegner   | Ergebnis |
| --- | --------------- | ------------- | --------- | ------------- | -------- |
| 1.  | 28. August 2021 | Winston-Salem | Hartplatz | Ilja Iwaschka | 0:6, 2:6 |

### Doppel

#### Turniersiege
| Nr. | Datum            | Turnier   | Belag         | Partner    | Finalgegner              | Ergebnis |
| --- | ---------------- | --------- | ------------- | ---------- | ------------------------ | -------- |
| 1.  | 23. Oktober 2016 | Stockholm | Hartplatz (i) | Elias Ymer | Mate Pavić Michael Venus | 6:1, 6:1 |

## Abschneiden bei Grand-Slam-Turnieren

### Einzel
| Turnier         | 2019 | 2020 | 2021 | 2022 | 2023 | Karriere |
| --------------- | ---- | ---- | ---- | ---- | ---- | -------- |
| Australian Open | —    | 2    | 3    | 1    | 1    | 3        |
| French Open     | 2    | 1    | 3    | 3    | 1    | 3        |
| Wimbledon       | Q3   |      | 2    | 2    | 3    | 3        |
| US Open         | Q3   | 1    | 1    | 1    |      | 1        |

Zeichenerklärung: S = Turniersieg; F, HF, VF, AF = Einzug ins Finale / Halbfinale / Viertelfinale / Achtelfinale; 1, 2, 3 = Ausscheiden in der 1. / 2. / 3. Hauptrunde; Q1, Q2, Q3 = Ausscheiden in der 1. / 2. / 3. Qualifikationsrunde; nicht ausgetragen